# 赤平郵便局
赤平郵便局（あかびらゆうびんきょく）は北海道赤平市にある郵便局。民営化前の分類では集配普通郵便局であった。

## 概要
住所：〒079-1199 北海道赤平市東大町3-1
民営化直前の集配業務再編において、多くの集配普通郵便局は統括センターとなったが、当局は配達センターとされたため、民営化後も郵便事業株式会社の支店は併設されず、集配センターが併設された。

## 沿革
- 1915年（大正4年）9月11日 - 開局。
- 1949年（昭和24年）4月1日 - 特定郵便局から普通郵便局に局種別改定[1]。
- 1957年（昭和32年）1月21日 - 電話通話および和文電報受付事務の取扱を開始[2]。
- 1978年（昭和53年）11月27日 - 赤平市本町二丁目から、同市赤平に局舎を新築、移転。
- 1999年（平成11年） - 外国通貨の両替および旅行小切手の売買に関する業務取扱を開始。
- 2006年（平成18年）9月19日 - 茂尻郵便局から集配業務を移管[3]。
- 2007年（平成19年）3月19日 - 歌志内郵便局から集配業務を移管[4]。
- 2007年（平成19年）10月1日 - 民営化に伴い、併設された郵便事業滝川支店赤平集配センターに一部業務を移管。
- 2012年（平成24年）10月1日 - 日本郵便株式会社の発足に伴い、郵便事業滝川支店赤平集配センターを赤平郵便局に統合。

## 取扱内容
- 郵便、印紙、ゆうパック、チルドゆうパック、内容証明
- 貯金、為替、振替、振込、国際送金、外貨両替・トラベラーズチェック、国債、投資信託
- 生命保険、バイク自賠責保険、自動車保険
- ゆうちょ銀行ATM
- 赤平市と歌志内市の全域、砂川市（郵便番号079-1181の富平の一部地区のみ）の集配業務

## 周辺
- 赤平市総合体育館
- 赤平市文化会館
- 赤歌警察署
- 赤平市立赤平中央中学校
- 空知川

## アクセス
- JR根室本線 赤平駅から南東へ約800m（徒歩約10分）
- 北海道中央バス 赤平文化会館停留所下車
- 道央自動車道 滝川ICから東へ約12km
- 国道38号沿い
- 駐車場あり：6台